# Morris Chang
Morris Chang (Xina, 1931) és un empresari i enginyer elèctric estatunidenc originari de la República de la Xina. Va construir la seva carrera primer als Estats Units i després a Taiwan per invitació del llavors primer ministre de la República de Corea, Sun Yun-suan. És el fundador, així com antic president i conseller delegat, de Taiwan Semiconductor Manufacturing Company (TSMC). És conegut com el fundador de la indústria dels semiconductors a Taiwan. Al febrer de 2024, el seu patrimoni net s'estimava en 2.800 milions de dòlars.